# Вільшанка (притока Тереблі)
Вільшанка — річка в Україні, у Хустському районі Закарпатської області, ліва притока Тереблі (басейн Дунаю).

## Опис
Довжина річки приблизно 4 км. Формується з багатьох безіменних струмків.

## Розташування
Бере початок на північних схилах гірської вершини Кінець Манчула. Тече переважно на північний захід і на північному сході від села Вільшани впадає у річку Тереблю, праву притоку Тиси.